# Sdružení přátel Jaroslava Foglara
SPJF, celým názvem Sdružení přátel Jaroslava Foglara, z. s., je spolek, sdružující děti i dospělé příznivce Jaroslava Foglara. V současnosti[kdy?] se jako jediná dětská organizace zaměřuje na práci s dětmi formou mikrokolektivů bez dospělého vedoucího, takzvaných klubů.

## Zaměření činnosti organizace
Sdružení přátel Jaroslava Foglara (SPJF) vyvíjí činnost na více rovinách. V prvé řadě pracuje s dětmi a mládeží a jako jediná organizace v České republice se zaměřuje zejména práci dětských mikrokolektivů - tzv. klubů bez dospělého vedoucího. Dále sdružuje děti i dospělé příznivce Jaroslava Foglara, známého českého spisovatele, skauta a pedagoga, podporuje bádání a archivářské aktivity v rámci jeho literárního a pedagogického odkazu, mimo jiné vydává knihy v Braillově písmu zdarma distribuované do ústavů a knihoven pro nevidomé. V neposlední řadě pak vedlo projekt Hledáme lék na dětskou kriminalitu, v jehož rámci organizuje odborné semináře a konference a vydává sborníky referátů a přednášek nebo krátké filmy.

## Historie SPJF
Jaroslav Foglar, skautskou přezdívkou Jestřáb, byl známý český spisovatel, skaut a pedagog, který žil v letech 1907–1999. Kromě bohaté činnosti v oddíle Hoši od Bobří řeky navrhl i zcela nový a originální směr výchovy dětí a mládeže v dětských mikrokolektivech, tzv. klubech, bez přímé práce dospělého vedoucího. Nejznámějším příkladem těchto čtenářských klubů mohou být literární Rychlé šípy – v době největšího rozmachu ovšem těchto klubů reálně existovalo na 30000. Foglar se stal jednou z hlavních tváří českého skautského hnutí a inspiroval několik generací kluků a holek, kteří po jeho vzoru pátrali po Stínadlech, zakládali kluby či vedli své vlastní oddíly.
V roce 1966 vznikl Klub přátel Jaroslava Foglara (KPJF), na který v roce 1990 volně navázalo SPJF. Již na začátku roku 1990 oslovil Karel Janský - Delfín Františka Strmisku a Miloše Vraspíra - Bobra s myšlenkou na založení občanského sdružení, jehož hlavní aktivitou by byla propagace a šíření myšlenek života a díla Jaroslava Foglara. Souhlas Jaroslava Foglara získal Janský 28. dubna 1990. Oficiálně bylo SPJF registrováno 28. prosince 1990 na ministerstvu vnitra České republiky. Na zakládací listině však místo Františka Strmisky figurovalo jméno Jiřího Punčocháře. Prvním předsedou se stal Karel Janský. V roce 1993 byl vystřídán Jiřím Punčochářem, který se shodou okolností v den smrti Jaroslava Foglara, tj. 23. ledna 1999 na zasedání vedení SPJF své funkce vzdal a byl nahrazen Milošem Vraspírem, v roce 2014 pak Milanem Lebedou a v roce 2016 Vojtěchem Hanušem, který SPJF předsedá dodnes.
Cílem sdružení bylo původně vytvořit zázemí pro Foglarovy příznivce napříč různými organizacemi, na základě velkého zájmu nových členů ale vznikla svébytná organizace. Ta od roku 1992 začala vyvíjet i svůj vlastní program pro děti v rámci hnutí Bobří stopou, jehož součástí byly i dlouhodobé hry pořádané ve spolupráci s Českou televizí a uváděné v programu Oáza. Na základě ohlasu na soutěž v televizním studiu začalo SPJF pořádat tábory a další akce pro děti, vydávat časopis Bobří stopou a tzv. Zpravodaj SPJF a obnovilo myšlenku dříve zakázaného klubovního hnutí. O to se sice po roce 1989 pokusilo více uskupení (například ABC, Hlasatel aj.), jediné SPJF však vytrvalo až do dnešních dnů.

## Organizační struktura SPJF
Nejméně jednou za dva roky se schází Valná hromada SPJF, která volí na příští dvouleté období orgány SPJF; Vedení SPJF a Revizní komisi. Vedení SPJF si pak ze svého středu volí předsedu a dva místopředsedy.
Základní články SPJF tvoří pobočky, oddíly a kluby. Pobočky jsou volným sdružením členů SPJF z některých regionů a slouží k lepší koordinaci aktivit přímo v místě, kde pobočka sídlí. Minimálně jednou za dva roky se schází na Výroční schůzi, kde si volí tříčlenné vedení: předsedu a dva zástupce. Oddíly fungují podobně jako v jiných organizacích: v každém musí být jeden vedoucí starší 18 let a všichni členové současně jsou členy SPJF. Sdružování klubů se SPJF věnuje prakticky jako jediná organizace v České republice. V nich na rozdíl od oddílů nesmí být nikdo starší 18 let a členové nemusejí současně být členy SPJF. Běžně proto dochází k proměně klubů v oddíly v době, kdy jejich členové dorostou a rozšiřují svoji činnost.
SPJF je členem střešní organizace Česká rada dětí a mládeže, některé její základní články jsou pak (ať už samotné, nebo v zastoupení centrály, nemají-li vlastní právní subjektivitu) členy regionálních krajských rad dětí a mládeže.

## Pobočky SPJF
SPJF zakládá pro operativnější řízení své lokální či úzce zaměřené aktivity pobočky a oblastní organizace (které na rozdíl od běžných poboček jsou právnickými osobami s vlastní právní subjektivitou). V současné době vyvíjí činnost pět poboček.

### Pražská pobočka SPJF
Pražská pobočka SPJF je nejstarší pobočkou SPJF, svou činnost vyvíjí již od roku 1993 a se statusem oblastní organizace disponuje vlastní právní subjektivitou. Hlavní náplní činnosti je badatelství a sběratelství zaměřené zejména na dospělé příznivce Jaroslava Foglara. K tomuto cíli slouží ediční aktivity, pořádání výstav a podobě. Pražská pobočka tak stála například za výstavou Marko Čermák: Poslední romantik v Muzeu Karlova Mostu. Pražská pobočka též provozuje internetový server s foglarovskou tematikou bohousek.cz.

### Jihomoravská pobočka SPJF - Perpetuum
Jihomoravská pobočka SPJF Perpetuum s centrem v Brně byla založena v roce 2003, v roce 2010 pak získala status oblastní organizace a vlastní právní subjektivitu. Její činnost se zaměřuje na děti a mládež a snaží se organizovat tyto oblastní aktivity lépe, než by dokázalo ústředí SPJF (která má také sídlo v Brně). V létech 2005 a 2006 tak stálo za Volnočasovým centrem Bedna, pořádáním pravidelného závodu městskou dopravou Šalinění či za závodem v Moravském krasu s názvem KRAZ. V létech 2010 a 2011 také provozovalo jiné volnočasové centrum Holubník v samém centru Brna na České ulici.

### Třebíčská pobočka SPJF - Halahoj
Třebíčskou pobočku SPJF Halahoj tvoří Studentský klub Katolického gymnázia v Třebíči, který se zaměřuje na práci s dospívajícími prostřednictvím metod zážitkové pedagogiky. Metodika činnosti zahrnuje také další typy aktivit: taneční a divadelní víkendy, RPG, kurzy tvůrčího psaní, tematické čajovny, pořádání koncertů apod. Centrum činnosti je v dřevěném „Domečku“ v areálu gymnázia, Halahoj navíc vlastní turistickou základnu Mrákotín u stejnojmenné obce.

### Východočeská pobočka SPJF
Východočeská pobočka SPJF pracuje s dětmi a mládeží a slouží ke koordinaci činnosti v regionu s centrem v Hradci Králové.

### Severomoravská pobočka SPJF
Severomoravská pobočka SPJF vznikla v roce 2005 a pořádá široké aktivity pro veřejnost. K těm tradičním patří Kuličkiáda v prostorách Hornického muzea Landek, závod Uctívači ginga a jiné.

### Zaniklé pobočky
V rámci SPJF v minulosti vyvíjela aktivity brněnská pobočka SPJF, určená zejména zájemcům o badatelskou a sběratelskou část činnosti. Pobočka zanikla v druhé polovině 90. let. V roce 2003 vznikla Jihomoravská pobočka SPJF, jež měla již vlastní cíle aktivit.
Druhou zaniklou pobočkou SPJF byla pobočka ostravská. Ta aktivitu utlumila začátkem nového tisíciletí a postupně ji převedla pod později vzniklou pobočku severomoravskou, která se snažila o větší rozsah své činnosti.
Mezi dalšími pobočkami, které již nevyvíjí žádnou činnost, byly: Přeloučská, Pardubická, Šumperská a Bratislavská pobočka SPJF.

## Činnost SPJF

### Pro děti
SPJF je v současnosti jedinou organizací v České republice zabývající se výchovnou činností na základě kontaktu s mikrokolektivy - kluby, kterých sdružuje několik desítek z celého území republiky. S kluby udržuje kontakt prostřednictvím časopisu, osobní korespondence klubů se stovkaři a webových stránek. Sdružení poskytuje klubům náměty pro činnost, sleduje jejich aktivity a pokouší se je směrovat výchovným směrem, umožňuje klubům setkávání na akcích a táborech a podněcuje je k aktivnímu trávení volného času také prostřednictvím dlouhodobých dopisovatelských her.
Kromě toho ale sdružuje oddíly s klasickou činností a organizuje různé aktivity i pro starší děti a mládež. Jsou to například zimní tábory, závody v městské dopravě Šalinění, hry a srazy se stínadelskou i jinou tematikou (Stínadla tudy, Stínadelské Šestnáctero), zážitkové akce a kurzy nebo školení vlastních vedoucích. Tradiční akcí SPJF je také pátrací hra pro širokou veřejnost Hledáme Rychlé šípy, kterou Pražská pobočka pořádá nepřetržitě od roku 2000 (i se záštitou primátora Prahy) a v letech 2012-18 se hra rozšířila také do Kutné Hory, Brna, Ostravy, Olomouce, Třebíče, Hodonína, Ústí nad Labem, Plzně, Českých Budějovic a Tábora.

### Pro dospělé
SPJF kromě dětí sdružuje i dospělé a vyvíjí pro ně bohatou činnost. Jedná se o sběratelské burzy, besedy či výstavy. Další velkou akcí bývají setkání ve Sluneční zátoce, kam se každoročně sjíždí na 300 příznivců Jaroslava Foglara a jeho díla. SPJF pořádá také adrelinové výpravy do podzemí Stínadel v Praze nebo v Brně.

### Pro odbornou veřejnost
Do roku 2009 SPJF vedlo program Hledáme lék na dětskou kriminalitu, v jehož rámci se uskutečnilo deset seminářů a konferencí odborníků z oblasti pedagogiky, psychologie, justice i praktikujících vychovatelů či učitelů. V minulosti byla probírána témata jako domácí násilí, šikana či rizika internetu. Výstupem ze seminářů jsou sborníky referátů a odborných článků, kromě toho byly vydány krátké tematické filmy určené školám jako učební pomůcka.

## Ediční činnost SPJF
SPJF vydává časopis Bobří stopa, dříve Bobří stopou. V předchozích letech k tomuto periodiku patřil i Klubovní hlasatel nebo Zpravodaj SPJF. Mimo Zpravodaje, který byl spíše sběratelsky zaměřen, jsou časopisy určené především dětem a mládeži a přinášející náměty pro činnost mikrokolektivů - klubů. Dále SPJF vydává příležitostné knižní publikace k výstavám či výročím a také mapuje sběratelské aktivity prostřednictvím drobných materiálů, několika sad sběratelských kartiček.